# The Hardkiss
A The Hardkiss ukrán progresszívpop-együttes, melynek alapító tagjai Julija Szanyina és Valerij Bebko. 2011-ben jöttek létre. 2016-ban részt vettek az Eurovíziós Dalfesztivál nemzeti válogatóján, ahol Helpless című dalukkal második helyezést értek el.

## Története
2011  szeptemberében jelent meg első videóklipjük, a Babylon. Októberben a Hurts együttes előzenekara voltak, novemberben pedig Solange Knowles előtt léptek fel Kijevben.
2012-ben jelölték őket az MTV Europe Music Awards legjobb ukrán előadó díjára. Ugyanebben az évben felléptek a Midem fesztiválon Franciaországban.
2013-ban a The Hardkiss elnyerte a nemzeti zenei díjátadó, a YUNA legjobb új előadónak és legjobb videóklipnek (Make-Up) járó díját. Május 18-án az együttes megtartotta első önálló koncertjét a kijevi Green Theatre-ben. Június 7-én ők nyitották meg a Muz-TV zenei díjátadóját Moszkvában. 2013-ban az együttes a Pepsi reklámarca lett Ukrajnában, ahol 16 városban léptek fel a Pepsi Stars of Now turné keretében.
2014-ben a The Hardkiss fellépett a Park Live Fesztivál színpadán Moszkvában, a The Prodigy, Deftones és a Skillet társaságában.
2015-ben újabb két kategóriában győztek a YUNA-díjkiosztón, a legjobb album (Stones and Honey) és a legjobb dal (Stones) díját vihették haza.
2016-ban Julija Szanyina az ukrán X Factor zsűritagja lett.
2018-ban az együttes ismét két díjat nyert a YUNA-díjkiosztón, a legjobb rockegyüttes és a legjobb ukrán nyelvű dal (Zsuravli) díját.

## Diszkográfia
Nagylemezek
- 2014 — Stones and Honey
- 2017 — Perfection is a Lie
- 2018 — Залізна ластівка (Zalizna lasztyivka)

Középlemezek
- 2015 — Cold Altair

## Fordítás
- Ez a szócikk részben vagy egészben  a   The Hardkiss című angol Wikipédia-szócikk ezen változatának fordításán alapul.  Az eredeti cikk szerkesztőit annak laptörténete sorolja fel. Ez a jelzés csupán a megfogalmazás eredetét és a szerzői jogokat jelzi, nem szolgál a cikkben szereplő információk forrásmegjelöléseként.